# Anstandsjagt
Ved anstandsjagt anbringer jægeren sig et sted, hvor han forventer at byttet kommer forbi.
Han kan være kamoufleret eller sidde i skjul, måske ligefrem i et "hochsitz". Hochsitzen som på billedet er dog ikke lovligt i Danmark, her må man kun bruge hochsitz der ikke er mobile.
| Jagt | Spire Denne artikel om jagt er en spire som bør udbygges. Du er velkommen til at hjælpe Wikipedia ved at udvide den. |